# Kızıldamlar-Talsperre
Die Kızıldamlar-Talsperre (türkisch Kızıldamlar Barajı) befindet sich 7 km westlich der Kreisstadt Söğüt in der nordwesttürkischen Provinz Bilecik.
Die Kızıldamlar-Talsperre wurde in den Jahren 1993–2002 am Söğüt Çayı, einem Zufluss des Karasu Çayı, errichtet. 
Sie dient der Bewässerung einer Fläche von 1974 ha. 
Das Absperrbauwerk ist ein 40 m hoher Steinschüttdamm.  
Das Dammvolumen beträgt 499.000 m³.   
Der Stausee bedeckt bei Normalstau eine Fläche von 0,97 km². 
Der Speicherraum liegt bei 10,7 Mio. m³.